# ランプロファイア
ランプロファイア（lamprophyre）は、全自形粒状の組織を呈する塩基性の火成岩。煌斑岩（こうはんがん）ともいう。
斑岩やひん岩と異なり、斑晶が角閃石や輝石などの有色鉱物である。アルカリ岩質のものが多いが、非アルカリ岩質のものもある。岩脈として産する。

## ランプロファイアの分類
ランプロファイアは、含まれる有色鉱物と無色鉱物の組み合わせによって、表のように分類される。
|                                                   | 斜長石                        | 正長石                     | 準長石                                              |
| ------------------------------------------------- | ----------------------------- | -------------------------- | --------------------------------------------------- |
| 黒雲母                                            | ケルサンタイト（kersantite）  | ミネット（minette）        | オアチタイト（ouachitite）                          |
| 普通角閃石 普通輝石                               | スペサルタイト（spessartite） | フォーゲサイト（vogesite） |                                                     |
| アルカリ輝石 アルカリ角閃石 カンラン石 （金雲母） | カンプトナイト（camptonite）  | ソーダミネット             | モンチカイト（monchiquite） アルノアイト（alnöite） |

日本に産するランプロファイアの多くはスペサルタイトであり、アルカリ岩ではない。

## 鹿浦越のランプロファイヤ岩脈
鹿浦越のランプロファイヤ岩脈（かぶらごしのランプロファイヤがんみゃく）は、香川県東かがわ市にある国指定の天然記念物（1942年指定）。白色の花崗岩中に黒色のランプロファイアが岩脈として貫入している。